# Wuling Xingchen
La Wuling Xingchen (in cinese:五菱 星辰; pinyin: Wǔlíng Xīngchén) è una autovettura prodotta dal 2021 dalla SAIC-GM-Wuling attraverso la casa automobilistica cinese
Wuling Motors.

## Descrizione
La Xingchen è stata presentata nell'aprile 2021 durante il salone di Shanghai. Costruita sulla stessa piattaforma della Baojun 530, il design della Xingchen segue lo stile della Wuling Victory, con una griglia trapezoidale e fanali con illuminazione a LED a forma di boomerang. Inoltre, come per la Victory, la Xingchen è dotato di un logo di colore argento.
La vettura è alimentata da un motore turbo a quattro cilindri LJO da 1,5 litri che produce 108 kW (147 CV), abbinato a un cambio manuale a sei marce o a una trasmissione a variazione continua con otto rapporti.
Dopo la Victory, la Xingchen è il secondo modello progettato per essere venduto a livello globale.